# Осиновик (Костромская область)
Осиновик — упразднённая деревня в Островском районе Костромской области. Входила в состав Островского сельского поселения. Исключена из учётных данных в 2025 году.

## География
Деревня находится в южной части Костромской области, в подзоне южной тайги, на правом берегу реки Магазеи, на расстоянии приблизительно 18 километров (по прямой) к северо-западу от посёлка Островского, административного центра района. Абсолютная высота — 157 метров над уровнем моря.

### Климат
Климат характеризуется как умеренно континентальный, с продолжительной многоснежной зимой и относительно коротким тёплым летом. Среднегодовая температура воздуха — 3,1 °C. Средняя температура воздуха самого холодного месяца (января) — −11,8 °C (абсолютный минимум — −46 °C); самого тёплого месяца (июля) — 17,6 °C (абсолютный максимум — 37 °С). Безморозный период длится 131 день. Годовое количество атмосферных осадков составляет 593 мм, из которых большая часть выпадает в тёплый период. Снежный покров устанавливается в третьей декаде ноября и держится в течение 149 дней.

## Население
| 2008 | 2010 | 2014 |
| ---- | ---- | ---- |
| 0    | →0   | →0   |